# Котли (Орловська область)
Котли (рос. Котлы) — присілок у Залегощенському районі Орловської області Російської Федерації.
Населення становить 244 особи. Входить до муніципального утворення Красненське сільське поселення.

## Історія
Населений пункт розташований у межах Чорнозем'я та історичного Дикого Поля. Від 13 червня 1934 року після ліквідації Центрально-Чорноземної області населений пункт увійшов до складу новоствореної Курської області.
З 27 вересня 1937 року в складі новоствореної Орловської області.
Від 2013 року входить до муніципального утворення Красненське сільське поселення.

## Населення
| 1859 | 2010 |
| ---- | ---- |
| 341  | ↘244 |